# Zara Larsson
Zara Maria Larsson (pronunțat [²sɑːra ma²riːa ˈlɑːʂɔn]; n. 16 decembrie 1997, Solna, comitatul Stockholm, Suedia) este o cântăreață și compozitoare suedeză. Ea a primit Premiul Feminin Național în 2008 pentru câștigarea sezonului show-ului talent Talang,versiunea suedeză a concursului Got Talent⁠(d). Zara a semnat cu casa de discuri TEN Music Group în 2010 și și-a realizat debutul cu albumul EP, album introdus, în ianuarie 2013. Single-lul Uncover a dominat topurile în Suedia și Norvegia. În februarie 2013 single-ul ei Uncover a fost certificat de Universal Music Sweden. În iulie 2013 albumul de debut a fost certificat cu triplă platină. Zara a semnat, de asemenea,un contract de trei ani cu Epic Records în Statele Unite în aprilie 2013.
Viața timpurie: Zara Larsson s-a născut pe 16 decembrie 1997 în Stockholm, Suedia.